# جون غوتشالك
جون غوتشالك (بالإنجليزية: John Gottschalk)‏ هو إداري تنفيذي أمريكي، ولد في 1943. تولَّى رئاسة الكشَّافة الأمريكية.